# ابراهیم سعیدی
ابراهیم سعیدی (زاده ۱۳۴۴، مهاباد) کارگردان، تدوینگر و عکاس ایرانی است. او فارغ‌التحصیل از دانشکده سینما تئاتر دانشگاه هنر تهران است و آثار وی در جشنواره‌های معتبر ملی و بین‌المللی مورد توجه قرار گرفته و جوایز متعددی را کسب کرده‌است.

## زندگی‌نامه و فعالیت
سعیدی در سال ۱۳۴۴ در شهر مهاباد در استان آذربایجان غربی به دنیا آمد. در سال ۱۳۷۰ از دانشگاه شهید چمران اهواز در رشتهٔ کاردانی برق قدرت فارغ‌التحصیل شد و بعد ازآن به سراغ رشته مورد علاقه خود رفته و در سال ۱۳۷۵ از دانشکده سینما تئاتر دانشگاه هنر تهران در رشته کارشناسی سینما گرایش تدوین فارغ‌التحصیل شد.
سعیدی در این مدت به کارگردانی فیلم کوتاه، فیلم داستانی، فیلم مستند، تدوین پرداخته است.
در طی این سالها همزمان با فعالیت در سینما همزمان به عکاسی پرداخته و در نمایشگاه های مختلف عکس در ایران و خارج از کشور شرکت کرده است.

## فیلم‌شناسی

پوستر فیلم سینمایی ماندو

وی بیش از ۳۰ سال است که در رشته‌های مختلف کارگردانی، مونتاژ، فیلمبرداری و عکاسی فعالیت می‌کند، که حاصل این سالها کارگردانی ۵ فیلم کوتاه و ۳ فیلم مستند بلند و یک فیلم سینمایی ۳۵ میلیمتری و مونتاژ و فیلم‌برداری بیش از یکصد فیلم بلند سینمایی و کوتاه داستانی و مستند و عکاسی در حوزه‌های مختلف مستند، اجتماعی، طبیعت و مردم نگاری و داوری جشنواره‌های مختلف فیلم و عکس و برگزاری کارگاه‌های تخصصی مونتاژ و مستندسازی در داخل و خارج از کشور بوده‌است.

سعیدی علاوه بر فیلم‌سازی، تدوین و تصویربرداری بیش از صد فیلم و مجموعه را نیز بر عهده داشته‌است. او برای تدوین فیلم کوتاه چاه، جایزه بهترین تدوین انجمن تدوینگران خانه سینما در هجدهمین جشنواره فیلم کوتاه تهران و جشنواره گرانادا اسپانیا را در سال ۲۰۰۳ دریافت کرده‌است. وی همچنین جایزه بهترین تصویربرداری چهارمین جشنواره تولیدات سیما و نخستین جشنواره فیلم‌های مستند کیش را برای تصویربرداری مستند رؤیای مروارید کسب کرده‌است.

مشهورترین فیلم او 'همه مادران من ' روایتی، سینمایی و زیبا از یک قتل‌عام تلخ و یکی از مستندهای برگزیده و مهم در سینمای مستند ایران است. فیلمسازان این فیلم با تصاویر درخشان و تدوینی بسیار خلاق و دقیق از صدا و تصویر، بیننده را با خودشان همراه می‌کنند و بدون این که به ورطه احساسات گرایی بیفتند داستان رنج و حرمان بازمانده‌های این واقعه را بازگو می‌کنند. سعیدی این فیلم را مشترک با زهاوی سنجاوی کارگردان کرد عراقی کارگردانی کرده است. فیلم یک کلاس خیلی خوب برای تدوین خلاقانه است.

### کارگردانی
| نام فیلم       | سال  | کارگردان                    | تدوین | تهیه‌کننده  | توضیحات و جوایز |
| -------------- | ---- | --------------------------- | ----- | ---------- | --- |
| فریادهای خاموش | ۱۳۷۶ | آری                         | آری   | آری        | فیلم کوتاه |
| مرثیهٔ پریشانی  | ۱۳۷۹ | آری                         | آری   | آری        | فیلم کوتاه |
| روژگیران       | ۱۳۷۹ | مهرداد اسکویی ابراهیم سعیدی | آری   | آری        | فیلم برگزیده بهترین فیلم بخش مردم نگاری جشنواره فیلم حقیقت برای فیلم روژگیران فیلم برگزیده بهترین فیلم بخش بین‌الملل جشنوارهٔ فیلم کوتاه تهران برای فیلم روژگیران لوح افتخار بهترین فیلم مردم نگاری از نخستین جشنوارهٔ فیلم‌های مستند یادگار برای فیلم روژگیران فیلم برگزیده اول میراث فرهنگی برای فیلم روژگیران در هفدهمین جشنوارهٔ فیلم کوتاه سینمای جوان ۱۳۷۹ فیلم برگزیده بهترین مستند بخش بین‌الملل هفدهمین دوره فیلم کوتاه سینمای جوان برای فیلم روژگیران برنده پلاک نقره‌ای جشنوارهٔ ملل اتریش برای فیلم روژگیران تندیس طلای بخش بین‌الملل از جشنواره بین‌المللی فیلم کوتاه سینمای جوانان ایران جایزه دوم بهترین فیلم مستند از جشنواره بین‌المللی فیلم VOLADERO، مکزیک، ۲۰۰۴ نامزد بهترین فیلم کوتاه جشنواره رن فرانسه ۲۰۰۱ نامزد بهترین فیلم کوتاه جشنواره یاماگا ژاپن ۲۰۰۱ |
| ژوان           | ۱۳۸۱ | آری                         | آری   | آری        | نامزد بهترین فیلم کوتاه جشنواره پورتوبلو انگلیس ۲۰۰۳ نامزد بهترین فیلم کوتاه جشنواره اسماعیلیه مصر ۲۰۰۳ نامزد بهترین فیلم کوتاه جشنواره FIPA فرانسه ۲۰۰۳ نامزد بهترین فیلم کوتاه جشنواره MedFilm فرانسه ۲۰۰۳ |
| ژیله مو        | ۱۳۸۳ | آری                         | آری   | آری        | برندهٔ بهترین مونتاژ از نخستین جشنوارهٔ فیلم ته وار سلیمانیه برای فیلم ژیله مو نامزد بهترین فیلم کوتاه جشنواره VESOUL فرانسه نامزد بهترین فیلم کوتاه جشنواره بارسلون اسپانیا ۲۰۰۵ |
| همهٔ مادران من  | ۱۳۸۸ | ابراهیم سعیدی زهاوی سنجاوی  | آری   | عباس غزالی | نخستین فیلم مستند بلند ابراهیم سعیدی فیلم برگزیده بهترین مستند بلند از جشنواره دو سالانه بهترین مستندهای شهید آوینی برای فیلم مستند همهٔ مادران من فیلم برگزیده ویژه هیئت داوران برای فیلم همهٔ مادران من برای بخش ملی از جشنوارهٔ سینما حقیقت دیپلم افتخار بهترین فیلم مستند بلند در بخش ملی جشنوارهٔ سینما حقیقت برای فیلم مستند همهٔ مادران من شرکت در جشنواره جهانی فیلم‌های مستند آمستردام 2009 IDFA نامزد بهترین فیلم مستند جشنواره مدیاویو ۲۰۱۰ نامزد در بخش Mostra curtas e médias جشنواره بین‌المللی فیلم سائو پائولو ۲۰۱۰ نامزد در بخش Real جشنواره فیلم مومبای هند ۲۰۱۰ شرکت درجشنواره بین‌المللی فیلم ال کسابه ۲۰۱۰ شرکت در جشنواره فیلم پوسان در بخش سینمای کردستان، روح تسخیر نشده ۲۰۱۰                                                                            |
| ماندوو         | ۱۳۸۹ | آری                         | آری   | آری        | نخستین فیلم سینمایی بلند ابراهیم سعیدی برگزیده فیپرشی برای فیلم ماندوو از جشنواره بین‌المللی فیلم زردآلوی طلایی ایروان۲۰۱۲ برگزیده ویژه هیئت داوران برای فیلم ماندوو از جشنواره بین‌المللی فیلم بیروت ۲۰۱۲ نامزد در بخش یوزپلنگ‌های فردا جشنواره فیلم لوکارنو 2010 نامزد بهترین فیلم جشنواره بین‌المللی فیلم تسالونیکی۲۰۱۰ نامزد بهترین فیلم جشنواره فیلم مولودیست ۲۰۱۰ شرکت در جشنواره بین‌المللی فیلم تورنتو ۲۰۱۰ در بخش Discavery شرکت در جشنواره فیلم پوسان در بخش پنجره‌ای رو به سینمای آسیا ۲۰۱۰ نامزد بهترین فیلم در بخش سینمای عرب جشنواره فیلم دبی ۲۰۱۰ نامزد بهترین فیلم جشنواره فیلم ریکیاویک از ۲۰۱۰ نامزد شوالیه جشنوارهٔ میامی ۲۰۱۱ |
| هلین           | ۱۳۹۲ | آری                         | آری   | عباس غزالی | نامزد بهترین فیلم مستند از جشنواره فیلم دهوک ۲۰۱۶ |
| هیوا           | ۱۳۹۶ | آری                         | آری   | آری        | فیلم مستند دربارهٔ دریاچه ارومیه برگزیده بهترین کارگردان مستند در بخش سیما در بیستمین جشنواره تولیدات رادیویی و تلویزیونی مراکز استان ها نامزد بهترین تصویربرداری مستند در بخش سیما در بیستمین جشنواره تولیدات رادیویی و تلویزیونی مراکز استان ها نامزد بهترین تدوین مستند در بخش سیما در بیستمین جشنواره تولیدات رادیویی و تلویزیونی مراکز استان‌ها |
| ساکار          | ۱۴۰۰ | آری                         | آری   | آری        | دیپلم افتخار و جایزه ویژه هیأت داروران در بیست و دومین جشنواره تولیدات رادیویی و تلویزیونی مراکز استان ها تندیس و دیپلم افتخار جشنواره ملی فانوس |

### تدوین
| نام فیلم                              | سال  | تدوین | کارگردان        | تهیه‌کننده                                        | توضیحات و جوایز |
| ------------------------------------- | ---- | ----- | --------------- | ------------------------------------------------ | --- |
| سنگر روبرو                            | ۱۳۷۸ | آری   | بایرام فضلی     | بایرام فضلی                                      | فیلم کوتاه |
| رؤیای مروارید                         | ۱۳۸۰ | آری   | ابوالفضل صفاری  | ابوالفضل صفاری                                   | فیلم برگزیده بهترین فیلمبرداری برای فیلم‌برداری مجموعه مستند رؤیای مروارید از جشنواره کیش                                                          |
| چاه                                   | ۱۳۸۲ | آری   | بایرام فضلی     | بایرام فضلی                                      | فیلم برگزیده بهترین مونتاژ از سوی انجمن تدوینگران ایران برای فیلم چاه فیلم برگزیده بهترین مونتاژ برای مونتاژ فیلم چاه از جشنواره گرانادای اسپانیا |
| از پس برقع                            | ۱۳۸۳ | آری   | مهرداد اسکویی   | مهرداد اسکویی                                    | فیلم مستند |
| دم صبح                                | ۱۳۸۳ | آری   | حمید رحمانیان   | وحید نیکخواه‌آزاد                                 | فیلم سینمایی |
| خانه مادری‌ام مرداب                    | ۱۳۸۴ | آری   | مهرداد اسکویی   | مهرداد اسکویی                                    | فیلم مستند |
| باز هم سیب داری؟                      | ۱۳۸۵ | آری   | بایرام فضلی     | حمیدرضا آشتیانی پور                              | فیلم سینمایی |
| عبور از غبار                          | ۱۳۸۵ | آری   | شوکت امین کورکی | شوکت امین کورکی                                  | فیلم سینمایی |
| انتهای زمین                           | ۱۳۸۶ | آری   | ابوالفضل صفاری  | سیدمسعود اطیابی                                  | فیلم سینمایی |
| اشک تندیسها                           | ۱۳۹۱ | آری   | آزاد کرکوکی     | آزاد کرکوکی                                      | فیلم سینمایی |
| بی تابی بیتا                          | ۱۳۹۲ | آری   | مهرداد فرید     | مهرداد فرید                                      | فیلم سینمایی |
| از تهران تا بهشت                      | ۱۳۹۲ | آری   | ابوالفضل صفاری  | ابوالفضل صفاری رضا مصطفوی طباطبایی علی رضا سعادت | فیلم سینمایی |
| عاشق‌ها ایستاده می‌میرند                | ۱۳۹۲ | آری   | شهرام مسلخی     | یوسف صمدزاده                                     | فیلم سینمایی |
| چه کسی آخرین بار آقای کاف الف را دید؟ | ۱۳۹۳ | آری   | علی دلگشا       | علی دلگشا                                        | فیلم سینمایی |
| پاکو                                  | ۱۳۹۳ | آری   | ولید محمد       | ولید محمد                                        | فیلم سینمایی |
| خاطرات بر سنگ                         | ۱۳۹۴ | آری   | شوکت امین کورکی | مهمت آکتاش                                       | برگزیده بهترین مونتاژ برای فیلم خاطرات بر سنگ از جشنواره ریور ران آمریکا ۲۰۱۵                                                                     |
| باد سیاه                              | ۱۳۹۵ | آری   | حسین حسن        | مهمت آکتاش                                       | فیلم سینمایی |
| بازگشت                                | ۱۳۹۵ | آری   | زهاوی سنجاوی    | زهاوی سنجاوی                                     | فیلم مستند |
| بی سایه                               | ۱۳۹۵ | آری   | ابوالفضل صفاری  | نوریک کشیشیان ابوالفضل صفاری                     | فیلم سینمایی |
| شکار                                  | ۱۳۹۹ | آری   | رامین محمدیار   | رامین محمدیار-صداوسیما مرکز مهاباد               | فیلم نیمه بلند |

## داوری جشنواره‌ها
- جشنواره فیلم بین‌الملل ته وار، بخش بین‌الملل
- جشنواره بین‌المللی فیلم رشد[۹]
- جشنواره فیلم بین‌الملل چرا، بخش بین‌الملل
- جشنواره بین‌المللی فیلم دهوک، بخش بین‌الملل
- جشنواره فیلم کوتاه رضوی

## جایزه‌ها
در طی این سال‌ها اغلب این فیلم‌ها ی کار شده در ده‌ها جشنواره ی‌های داخلی و بین‌المللی معتبر جهانی همچون: لوکارنو، تورنتو، ونبز، گرانادا، پوسات، آسیاپاسیفیک، پلوس کمراایمیج، تسالونیکی، ایدفا، یاماگا، میامی، ملودیست کیف، مدیا ویو، ریکیاویک، ابوظبی، دبی و ده‌ها جشنوارهٔ دیگر شرکت داشته و موفق به گرفتن چندین جایزه در عرصه‌های کارگردانی و مونتاژ و فیلمبرداری شده‌است.

## بزرگداشت
مورخ ۲۰ آذر ماه، در سومین روز از برگزاری هجدهمین جشنواره بین‌المللی سینماحقیقت، مراسم بزرگداشت ابراهیم سعیدی در پردیس سینمایی چارسو برگزار شد و نشان فیروزه جشنواره ایشان اعطا شد.